# Estradiolo 17alfa-deidrogenasi
La estradiolo 17alfa-deidrogenasi è un enzima appartenente alla classe delle ossidoreduttasi, che catalizza la seguente reazione:
estradiolo-17alfa; + NAD(P)+ ⇄ estrone + NAD(P)H + H+